# Aanwasboor
Een aanwasboor is een holle boor die wordt gebruikt in de wetenschap en  boomverzorging om een monster te nemen uit het hout van een levende boom. Dit monster kan dan gebruikt worden om iets vast te stellen over de sterkte, groei/leeftijd (groeiringen) van de boom, en om eventuele aantastingen op te sporen.
Aanwasboren zijn er in lengtes van 10-60 cm. Een veel gebruikte maat is 30 cm met een diameter van 5 mm. Door de boor met het dwarshandvat in de boom te draaien boort men tot de gewenste diepte. Nadat de boor is uitgenomen gebruikt men een uitstoter van dezelfde maat om de boorkern uit de boor te halen. Het monster is nu beschikbaar voor inspectie.
Ook bij het controleren van impregnatie van biezen en palen en het beoordelen van de kwaliteit van houten heipalen is een aanwasboor toe te passen. Voor bouwtechnisch onderzoek wordt een grotere diameter boor gebruikt, diameter 12 mm.